# Курадісільд
Курадісільд (ест. Kuradisild — «Диявольський міст», також ест. Aleksandri sild, нім. Alexander-Brücke — «Олександрівський міст») — темний бетонний міст, розташований на пагорбі Тооме в місті Тарту, Естонія, збудований з нагоди 300-ї річниці династії Романових у 1913 році.
Курадісільд є одним з небагатьох існуючих бетонних мостів, збудованих на початку XX століття. Це один з символів пам'яток Тарту, разом з Інглісільдом («Ангельським мостом»), розташованим з другої сторони пагорбу Тооме. Елегантний міст підтримується двома арками. Масивний парапет прикрашений декоративними панелями.

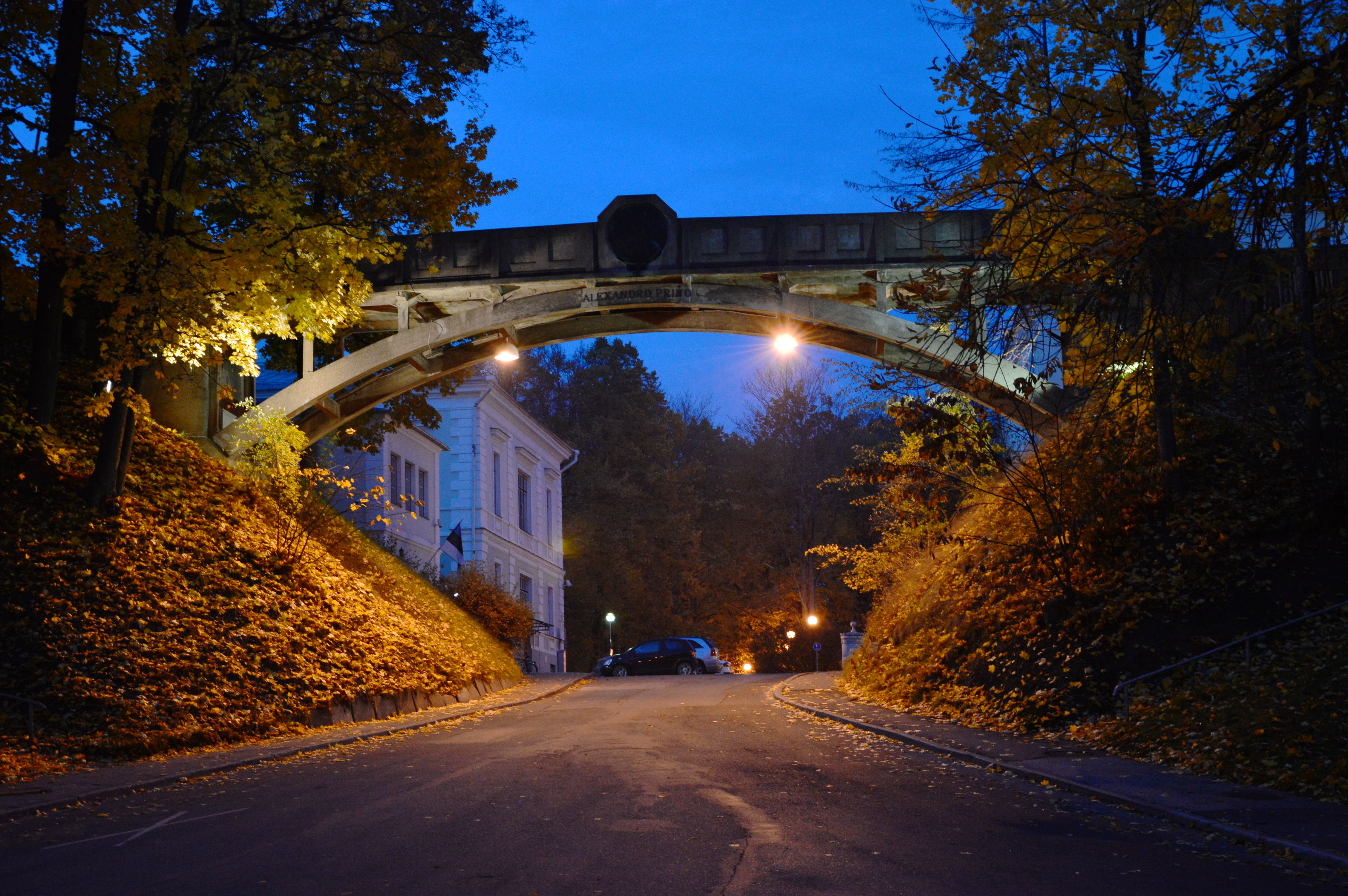
«Диявольський міст» вночі

Перший міст, який розташовувався на місці сучасного Курадісільда, був збудований у 1809 році. Неоготичний дерев'яний міст був заснований за ескізами архітектора Тартуського університету Вільгельма Краузе. Цей міст пізніше був замінений однопрогоновим дерев'яним мостом за ескізами Кьонінгсманна та збудований у 1842—1844 рр. Нинішній однопрогоновий бетонний міст збудовано з нагоди 300-ї річниці династії Романових за ескізами архітектора з Тарту — Арведа Айхгорна. Зі сторони пагорба Тооме міст декорований номерами 1613 та 1913, на честь ювілею; зі сторони долини Тооме міст має бронзовий рельєф Олександра І (автор — Констанц фон Веттер-Розенталь) та викарбувані слова «Alexandro Primo».
Міст є охоронюваним об'єктом спадщини.

## Походження назви
Точне походження назви «Диявольського моста» невідоме. Назва може походити від темного кольору моста, який перебуває у різкому контрасті з навколишніми об'єктами, але він світліший за «Ангельський міст». Припускається також, що назва може походити від назви наглядача будівництва моста, професора медицини та хірурга Вернера Зоеге фон Мантеффеля («Teufel» — з німецької перекладається як «Диявол»).